# Tanavelle
Tanavelle (okzitanisch Tanavela) ist eine französische Gemeinde mit 220 Einwohnern (Stand 1. Januar 2022) im Département Cantal in der Region Auvergne-Rhône-Alpes (vor 2016 Auvergne). Sie gehört zum Kanton Saint-Flour-2 im Arrondissement Saint-Flour. Die Einwohner werden Tanavellois genannt.

## Lage
Tanavelle liegt etwa 55 Kilometer ostnordöstlich von Aurillac.
Nachbargemeinden sind Roffiac im Norden und Osten, Villedieu im Südosten, Les Ternes im Süden, Paulhac im Südwesten und Westen sowie Valuéjols im Nordwesten.

## Bevölkerungsentwicklung
| Jahr                       | 1962 | 1968 | 1975 | 1982 | 1990 | 1999 | 2006 | 2011 | 2019 |
| -------------------------- | ---- | ---- | ---- | ---- | ---- | ---- | ---- | ---- | ---- |
| Einwohner                  | 270  | 259  | 240  | 213  | 219  | 250  | 251  | 242  | 228  |
| Quellen: Cassini und INSEE |      |      |      |      |      |      |      |      |      |

## Sehenswürdigkeiten
- Kirche Sainte-Foy aus dem 12./13. Jahrhundert, Monument historique seit 1984

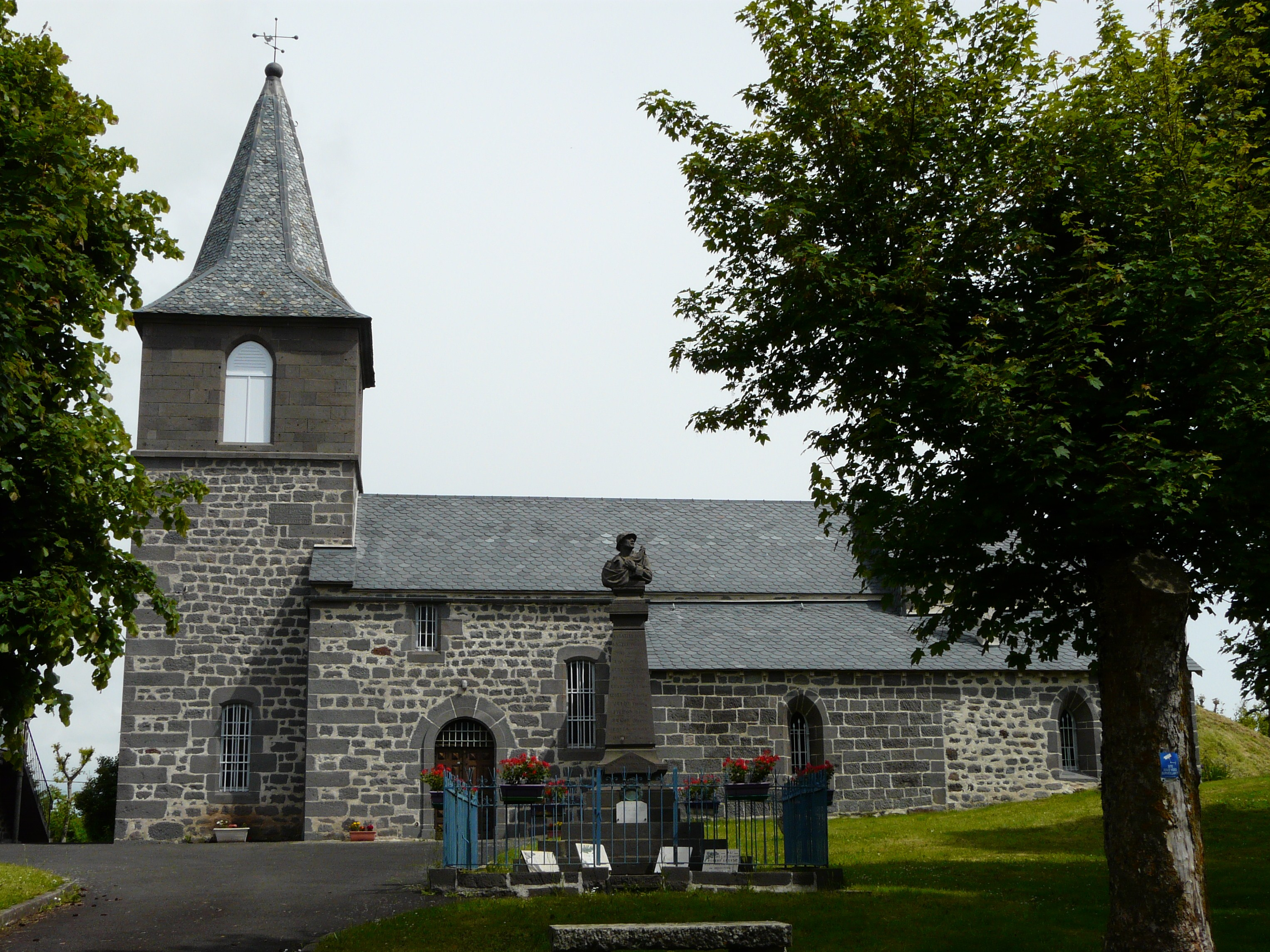
Kirche Sainte-Foy